# 호바트 R. 게이

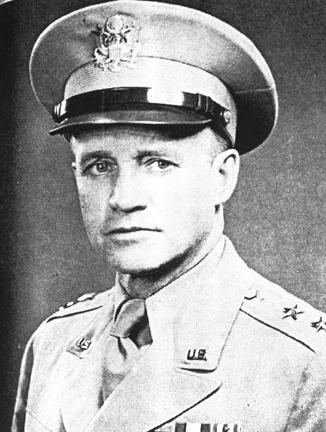

호바트 레이먼드 게이(Hobart Raymond Gay, 1894년 5월 16일 ~ 1983년 8월 19일)는 미국 육군 장교이다. 햅(Hap)이라는 별명을 가졌으며, 제2차 세계대전을 포함해 수많은 전쟁에 참전했다. 주로 조지 S. 패튼과 함께 일했고, 한국 전쟁에서는 제1기병사단을 지휘했다.

## 한국 전쟁
1949년 9월, 게이는 일본 오사카의 제1기병사단을 지휘했다. 그는 1950년 7월 19일 제1기병사단을 한국으로 파병해 북한군에 맞서 싸웠다.